# Mouvement je ne paie pas
Le Mouvement je ne paie pas (grec moderne : Κίνημα Δεν Πληρώνω, Kínima den Pliróno) est un parti politique grec fondé en mars 2012 par les citoyens qui ont participé au mouvement « Je ne paie pas ». Il a participé aux élections législatives grecques de mai 2012 avec un résultat de 0,9 %.
Le parti propose entre autres :
- Retirer tous les postes de péage - autoroute gratuite pour tous.
- Chauffage gratuit pour les familles de chômeurs et pauvres.
- Accès gratuit aux transports en commun pour tous.
- Nationalisation des banques avec un contrôle public.